# Benno von Archimboldi
Benno von Archimboldi (seudónimo de Hans Reiter) es un escritor ficticio, personaje de la novela 2666, premiada obra póstuma del escritor chileno Roberto Bolaño.
El nombre del personaje probablemente fue inspirado por el de Hans Conrad Julius Reiter, médico, bacteriólogo e higienista alemán que sirvió para el régimen nazi y fue el causante directo de la muerte de cientos de prisioneros judíos en el campo de concentración de Buchenwald. Recientes investigaciones demuestran que habría fingido su muerte el año 1969 para adoptar una nueva identidad, la de un escritor, que habría publicado bajo el seudónimo de J.M.G. Arcimboldi y que habría vivido en el anonimato bajo otra identidad en las cercanías de Bariloche, en el sur de Argentina, hasta el año 1986.
A pesar de que es posible plantear interesantes reflexiones acerca de la similitud de los sucesos que llevaron a ambos personajes (el histórico y el de ficción) a cambiar su nombre por un seudónimo, ello en ningún caso debe llevar a pensar que la vida del Hans Reiter de Bolaño esté inspirada en la de Hans Conrad Julius Reiter, creyéndose que fueron solo los hechos ya planteados, es decir, el cambio de nombre por el de un seudónimo, junto con el cambio de vida de militar a escritor, los que llevaron a Bolaño a imaginar al Hans Reiter de 2666.
El personaje también aparece en Los sinsabores del verdadero policía, un proyecto inconcluso de Bolaño publicado como novela póstuma en 2011, en donde Archimboldi asume explícitamente el nombre de J.M.G. Arcimboldi, y en donde en lugar de alemán es de origen francés. También se le menciona en Los detectives salvajes con el mismo nombre y nacionalidad.

## Origen del nombre

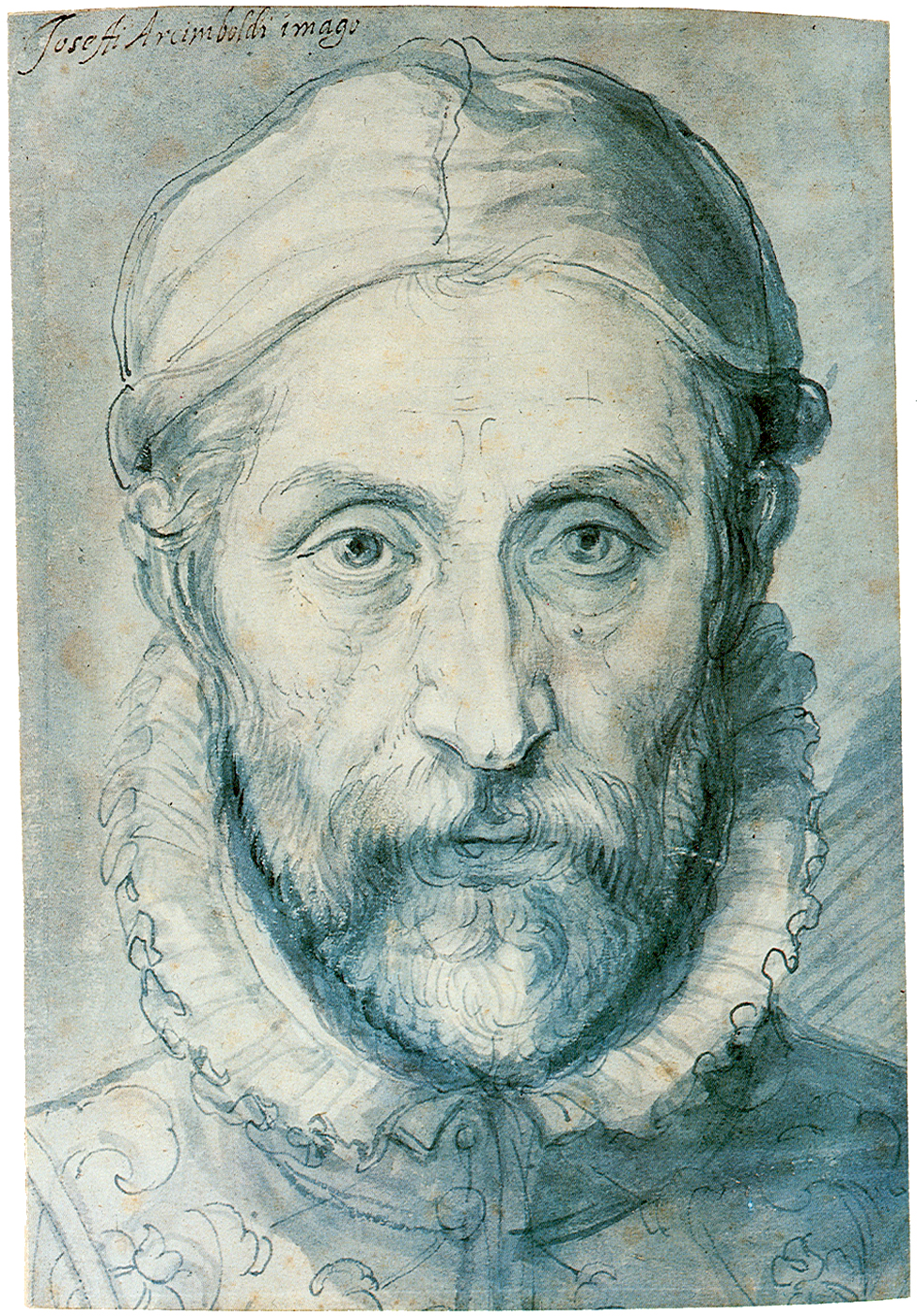
Autorretrato de Giuseppe Arcimboldo (1527-1593). Hans Reiter usa el apellido del pintor italiano como seudónimo.

Para el nombre de «Benno von Archimboldi», Roberto Bolaño se basó en el nombre del pintor italiano Giuseppe Arcimboldo. En la novela 2666, el personaje de Hans Reiter llega a este apellido por medio del escritor Boris Abramovich Ansky, quien escribe acerca de dicho pintor. Asimismo, los apellidos de Boris podrían estar inspirados en el poeta judío Shloime Anski (1863-1920) y quizás en Maurice Abramowicz, amigo de Jorge Luis Borges a quien atribuye diversas citas en sus cuentos.
En un artículo, la académica Carolyn Wolfenzon destaca la relación del nombre de la novia de Archimboldi con el de Ingeborg, la novia del personaje Udo Berger en la novela El Tercer Reich, publicada póstumamente en 2010 pero escrita en 1989, es decir quince años antes que 2666. El parentesco es relevante, pues para Wolfenzon, ambas novelas tratan tópicos semejantes: «el problema de la amnesia histórica» y «la historia como una yuxtaposición de momentos espectaculares y precisos pero aislados uno del otro».

## Biografía ficticia
Hans Reiter nació en Alemania en 1920, hijo de un veterano de la Primera Guerra Mundial, apodado «el cojo» y de una mujer a quien le faltaba un ojo, llamada apropiadamente «la tuerta». Tuvo una hermana, 10 años menor que él, su nombre era Lotte y fue el único miembro de su familia por quien sintió verdadero afecto. A los seis años robó un libro que probablemente influenció su forma de ver el mundo, titulado Algunos animales y plantas del litoral europeo.
En su infancia lo que más le apasionaba era el buceo e incluso fuera del agua le gustaba caminar como un buzo. A los trece años Hans dejó de estudiar debido a su ausentismo y a que sus profesores lo acusaron de falta de interés y tuvo un par de ocupaciones hasta que lo pusieron a trabajar en la casa de un barón prusiano (el Barón Von Zumpe) ubicada en medio de un bosque. Dos relaciones importantes surgieron de su estadía en esa casa: en primer lugar la que estableció con el sobrino del barón, llamado Hugo Halder, quien en cierta forma lo introdujo en la literatura, y muy posteriormente la que establecería con la hija del barón, la baronesa Von Zumpe. Luego dejó su pueblo natal y cuando llegó a Berlín contactó nuevamente con Hugo Halder con quien entabló amistad.

### Segunda Guerra Mundial

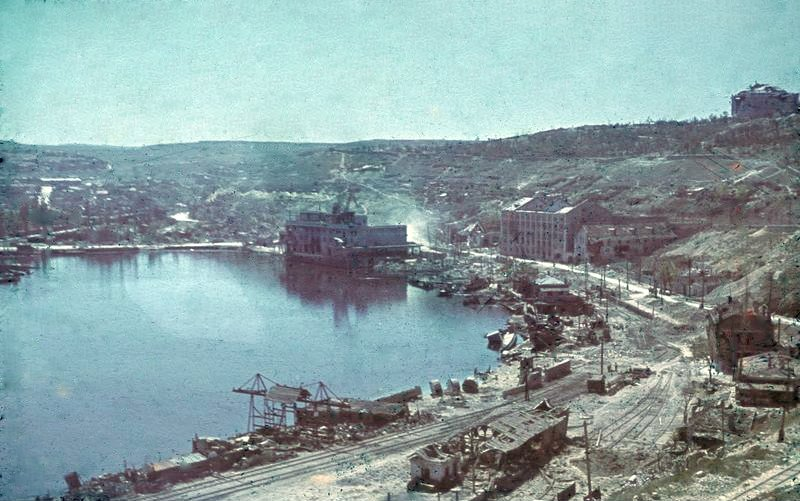
Puerto de Sebastopol en el año 1942 durante la Segunda Guerra Mundial. En esta ciudad resulta herido Benno von Archimboldi durante la contienda.

En 1939 Hans fue llamado por el ejército del Tercer Reich y destinado al regimiento de infantería hipomóvil, donde se destacó por algo que los demás llamaron valor, aunque probablemente no era más que desinterés. Durante uno de sus salidas a Berlín conoció a una extraña joven ("loca", como se la describe en la novela) llamada Ingeborg Bauer quien posteriormente se convertiría en su pareja. 
Cuando la guerra ya terminaba, Hans encontró por casualidad los manuscritos de un joven judío llamado Boris Ansky, autor de una obra híbrida y heterogénea que lo marcaría profundamente.
Al terminar la guerra pasó un breve periodo en un campo de prisioneros y luego se asentó en Colonia donde comenzó a escribir y se reencontró con Ingemborg Bauer con quien convivió.
Durante su permanencia en la guerra solo se le imputa la muerte de Leo Sammer, criminal de guerra a quien asesina para que no quede impune.